# C/2015 B2 (PANSTARRS)
C/2015 B2 (PANSTARRS) — одна з довгоперіодичних комет. Ця комета була відкрита 29 січня 2015 року; блиск на час відкриття: 19.8m.